# Liste der Bodendenkmäler in Nüdlingen
Auf dieser Seite sind die Bodendenkmäler in der unterfränkischen Gemeinde Nüdlingen zusammengestellt. Diese Tabelle ist eine Teilliste der Liste der Bodendenkmäler in Bayern. Grundlage ist die Bayerische Denkmalliste, die auf Basis des Bayerischen Denkmalschutzgesetzes vom 1. Oktober 1973 erstmals erstellt wurde und seither durch das Bayerische Landesamt für Denkmalpflege geführt wird. Die folgenden Angaben ersetzen nicht die rechtsverbindliche Auskunft der Denkmalschutzbehörde.

## Bodendenkmäler der Gemeinde Nüdlingen

### Bodendenkmäler in der Gemarkung Haard
| Lage             | Objekt | Akten-Nr.     | Bild |
| ---------------- | --- | ------------- | ---- |
| Haard (Standort) | Bestattungsplatz mit Grabhügeln vorgeschichtlicher Zeitstellung. | D-6-5726-0022 |      |
| Haard (Standort) | Röm.-Katholischen Filialkirche St. Bartholomäus in Haard mit untertägigen Teilen ihres mittelalterlichen und frühneuzeitlichen Vorgängerbaus einschließlich Kirchhof mit Körperbestattungen. | D-6-5726-0102 |      |
| Haard (Standort) | Bestattungsplatz mit Grabhügel vorgeschichtlicher Zeitstellung. | D-6-5726-0112 |      |

### Bodendenkmäler in der Gemarkung Münnerstadt
| Lage                   | Objekt                                                          | Akten-Nr.     | Bild |
| ---------------------- | --------------------------------------------------------------- | ------------- | ---- |
| Münnerstadt (Standort) | Bestattungsplatz mit Grabhügel vorgeschichtlicher Zeitstellung. | D-6-5726-0116 |      |

### Bodendenkmäler in der Gemarkung Nüdlingen
| Lage                 | Objekt | Akten-Nr.     | Bild |
| -------------------- | --- | ------------- | ---- |
| Nüdlingen (Standort) | Bestattungsplatz mit verebneten Grabhügeln vorgeschichtlicher Zeitstellung mit Bestattungen der Hallstattzeit. | D-6-5726-0013 |      |
| Nüdlingen (Standort) | Siedlung der Urnenfelderzeit. | D-6-5726-0015 |      |
| Nüdlingen (Standort) | Siedlung der Linearbandkeramik. | D-6-5726-0016 |      |
| Nüdlingen (Standort) | Untertägige Teile der Wüstung Melehorn des hohen und späten Mittelalters. | D-6-5726-0017 |      |
| Nüdlingen (Standort) | Spätmittelalterlicher Burgstall Hunberg. | D-6-5726-0018 |      |
| Nüdlingen (Standort) | Bestattungsplatz mit Grabhügeln vorgeschichtlicher Zeitstellung. | D-6-5726-0019 |      |
| Nüdlingen (Standort) | Bestattungsplatz mit Grabhügeln vorgeschichtlicher Zeitstellung mit Bestattungen der Hallstattzeit. | D-6-5726-0020 |      |
| Nüdlingen (Standort) | Bestattungsplatz mit Grabhügel vorgeschichtlicher Zeitstellung. | D-6-5726-0021 |      |
| Nüdlingen (Standort) | Bestattungsplatz mit Grabhügel vorgeschichtlicher Zeitstellung. | D-6-5726-0054 |      |
| Nüdlingen (Standort) | Bestattungsplatz mit Grabhügel vorgeschichtlicher Zeitstellung. | D-6-5726-0055 |      |
| Nüdlingen (Standort) | Fundamente mittelalterlicher und frühneuzeitlicher Vorgängerbauten der Katholischen Pfarrkirche St. Kilian in Nüdlingen, untertägige Teile der mittelalterlichen Kirchhofbefestigung sowie Körpergräber des Mittelalters und der Neuzeit. | D-6-5726-0096 |      |
| Nüdlingen (Standort) | Untertägige Teile der mittelalterlichen Friedhofskapelle St. Sebastian in Nüdlingen. | D-6-5726-0097 |      |
| Nüdlingen (Standort) | Bestattungsplatz mit Grabhügeln vorgeschichtlicher Zeitstellung. | D-6-5726-0108 |      |
| Nüdlingen (Standort) | Bestattungsplatz mit Grabhügeln vorgeschichtlicher Zeitstellung. | D-6-5726-0110 |      |
| Nüdlingen (Standort) | Bestattungsplatz mit Grabhügel vorgeschichtlicher Zeitstellung. | D-6-5726-0111 |      |
| Nüdlingen (Standort) | Freilandstation des Mittel- und Spätpaläolithikums sowie des Mesolithikums. | D-6-5726-0117 |      |
| Nüdlingen (Standort) | Siedlung des Neolithikums. | D-6-5726-0118 |      |
| Nüdlingen (Standort) | Vermutlich Bestattungsplatz mit eingeebnetem Grabhügel vorgeschichtlicher Zeitstellung. | D-6-5727-0031 |      |
| Nüdlingen (Standort) | Bestattungsplatz mit Grabhügel vorgeschichtlicher Zeitstellung. | D-6-5727-0032 |      |
| Nüdlingen (Standort) | Bestattungsplatz mit verebnetem Grabhügel vorgeschichtlicher Zeitstellung. | D-6-5826-0021 |      |